# 移调
把一段音乐同中的每一个音的音高按照完全相同的音程同时向上或同时向下平移，称作移调。

## 移调与移位
在调性音乐里，移调就是在保证音乐内部的音程关系不变的同时，移动音乐的调性中心。
由于无调性音乐中没有调的概念，所以这种操作被称作移位而非移调，但原理不变。
不过在英语中，移调和移位都被称作transposition。

## 与转调的区别
应当注意的是，移调和转调是两个截然不同的概念。转调是指音乐在进行的过程当中通过一些合理的方式（例如使用中介和弦），使得音乐自然地从旧的调进行到新的调；而移调则音乐理论家在谱面上把一段所给的音乐改写的过程。

## 声学意义
从声学角度来说，移调就是把一段音乐的振动频率按照一定比例扩大或缩小，表达式是：
f移调后 = {\displaystyle 2^{n \over 12}}·f移调前，其中  f移调后为移调后的音乐频率， f移调前为移调前的音乐频率，n的绝对值为移调的半音数，若n为正数则代表向上移调，若n为负数则代表向下移调，若n为0则代表没有移调。